# Life (映画)
『Life』（ライフ）は、2007年公開の日本映画。PFF出身の佐々木紳監督作品。主演・音楽は、俳優・モデルなどでも活躍する綾野剛。

## あらすじ
地方の芸術家村でキャンドルアーティストとして暮らす田北勇は、病身の親友(忍成修吾)より、高校の同窓会の誘いを受け、東京に出掛ける。

## スタッフ
- 監督・脚本 - 佐々木紳
- 製作 - 松井建始、岡田隆行
- 音楽 - 綾野剛、mr.a
- 撮影 - 戸田義久
- 照明 - 木津俊彦

## 出演
- 田北勇 - 綾野剛
- 大島茜 - 岡本奈月
- 野村操 - 今宿麻美
- 向井芳雄 - 泉政行
- 向井優子 - ウェン・アンジェ翁安琪（WENG ANG JI）
- 金子誠司 - 吉田友一
- 新田昭伸 - 村上幸平
- 春日井俊希 - 小谷建仁
- 男 - 山本浩司
- 山下武 - 忍成修吾